# Productos de cuidado personal
Los productos de cuidado personal son productos de consumo que se aplican en diversas partes externas del cuerpo como la piel, el pelo, las uñas, los labios, las zonas genitales y anales externas, así como en los dientes y las mucosas de la cavidad bucal, con el fin de limpiarlos, protegerlos de gérmenes y mantenerlos en buenas condiciones. Promueven la higiene personal y la salud, el bienestar y la apariencia general de esas partes del cuerpo. Los artículos de tocador forman una categoría más limitada de productos de cuidado personal que se utilizan para la higiene y limpieza básicas como parte de la rutina diaria. Los productos cosméticos, en cambio, se utilizan para el acicalado (mejora estética de la apariencia de una persona). Los productos farmacéuticos no se consideran productos de cuidado personal.
La mayoría de los productos de cuidado personal se enjuagan inmediatamente después de su uso, como champús, jabones, pastas de dientes, geles de ducha, etc. Sin embargo, algunos productos de cuidado personal quedan en la superficie aplicada, como cremas humectantes, protectores solares, etc.
El tamaño del mercado global de la industria de productos de cuidado personal es de varios cientos de miles de millones de dólares estadounidenses (a principios de la década de 2020). Procter & Gamble, L'Oreal, Johnson & Johnson, Unilever, Colgate-Palmolive, Gillette, Avon, Natura, Kimberly-Clark y Shiseido son algunas de las empresas líderes mundiales en la industria de productos de cuidado personal.

## Clasificación y función

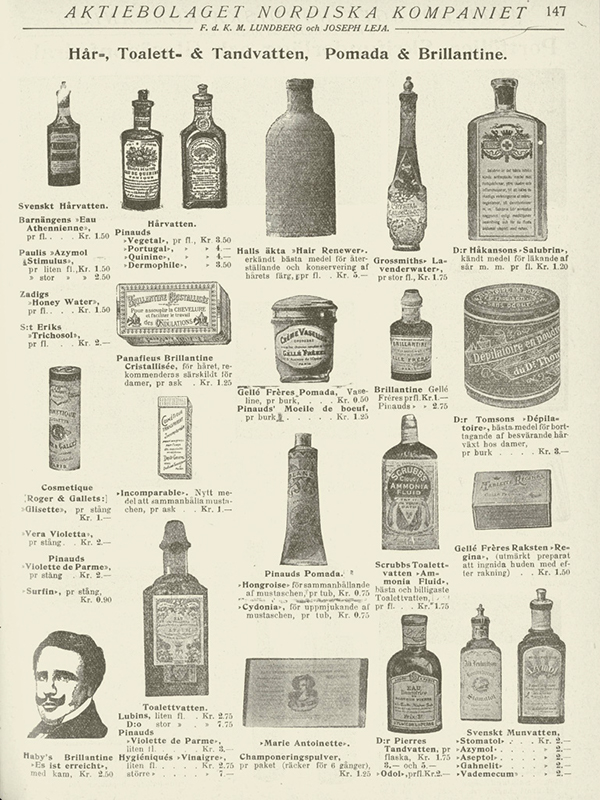
Anuncio sueco de artículos de tocador (c. 1905/06)

Los productos de cuidado personal se pueden clasificar según su función y área de aplicación. Se trata de productos de limpieza, productos para el cuidado del cabello, productos para el cuidado bucal, productos para el cuidado solar, productos para la hidratación de la piel, productos para el cuidado femenino, productos para la depilación, productos para el cuidado de las uñas, productos para el cuidado de los ojos y productos de higiene anal.

### Limpieza
Los productos de limpieza incluyen jabones de manos o jabones en barra, geles de ducha, jabones corporales, limpiadores faciales, aceites corporales, lociones corporales, toallitas limpiadoras y toallitas húmedas. Eliminan la suciedad, el exceso de grasa y otras impurezas de la superficie del cuerpo y mejoran la limpieza general de la persona. Se utilizan pañuelos faciales para limpiar la secreción nasal. Se utilizan discos de algodón para quitar el maquillaje. Se utilizan hisopos para limpiar el oído externo. Las toallas de baño se utilizan para secar las zonas húmedas del cuerpo, las toallas faciales se utilizan para secar la cara mojada. Los exfoliantes (lufas y similares) se utilizan para una limpieza más profunda.

### Cuidado del cabello
Estos incluyen champús, acondicionadores, aceites para el cabello y otros tratamientos para el cabello, y se utilizan para limpiar, acondicionar y tratar el cabello para que esté limpio y saludable. Los masajeadores para el cuero cabelludo promueven el flujo sanguíneo en el cuero cabelludo y los sueros para el cuero cabelludo hidratan y nutren el cuero cabelludo.

### Depilación
Entre los productos depilatorios, se encuentran cremas de afeitar, geles de afeitar, espumas de afeitar, maquinillas de cortar pelo, cortapelos, pinzas de depilación, depiladoras, kits de depilación y cremas depilatorias. Se utilizan para eliminar el vello no deseado de varias partes del cuerpo (cara, cuello, espalda, brazos, pubis, glúteos, piernas, etc.)

### Cuidado bucal
Estos son dentífricos, cepillo de dientes, enjuague bucal, hilo dental, cepillo interdental, masajeador de encías, gel para encías, etc. Se utilizan para mantener la higiene bucodental, prevenir las caries y las enfermedades de las encías, y tener dientes y encías sanos. Los raspadores de lengua se utilizan para eliminar restos de comida, células muertas y bacterias de la superficie de la lengua. Los productos para el cuidado de las dentaduras postizas se utilizan para limpiar las dentaduras postizas artificiales.

### Cuidado de la piel
Estos incluyen polvos, talcos para bebés, lociones corporales, cremas para manos, pomadas y humectantes faciales. Se utilizan para hidratar y nutrir la piel y mantenerla suave, tersa y protegida. Los bálsamos labiales mantienen los labios hidratados.

### Cuidado solar
Los productos de protección solar incluyen lociones, cremas, aerosoles, geles, aceites y barras que actúan como protector o bloqueador solar. Protegen la piel de la dañina radiación ultravioleta y, como tal, previenen las quemaduras solares, el envejecimiento prematuro y el cáncer de piel. Los polvos de calor espinoso previenen o alivian las erupciones cutáneas con picazón, bultos y calor rojo debido al exceso de calor. Se utilizan gafas de sol y sombreros de ala ancha para proteger los ojos del sol.

### Higiene femenina
Estos incluyen toallas sanitarias, tampones higiénicos, copas menstruales y protectores diarios. Se utilizan para la higiene menstrual y brindan comodidad, absorción y protección durante la menstruación.

### Cuidado de las uñas
Los productos para el cuidado de las uñas incluyen cortaúñas, limas de uñas y cremas para cutículas. Se utilizan para mantener y mejorar la apariencia de las uñas y promover un crecimiento saludable de estas.

### Cuidado de los ojos
Estos incluyen lágrimas artificiales o gotas lubricantes para los ojos para hidratar y calmar los ojos y aliviar la sequedad, la irritación y el malestar debido al síndrome del ojo seco o factores ambientales; soluciones para limpiar, desinfectar y almacenar lentes de contacto y ayudar a eliminar residuos, bacterias y acumulación de proteínas en estos, colirios (que generalmente contienen antihistamínicos y estabilizadores de mastocitos) para alergias para aliviar la picazón, el enrojecimiento y riego causado por reacciones alérgicas; las cremas para los ojos, que son humectantes especiales para la piel sensible alrededor de los ojos, contienen ingredientes como ácido hialurónico, péptidos y antioxidantes para hidratar, reafirmar y reducir la apariencia de líneas finas y arrugas; sueros para los ojos para la hinchazón, las ojeras y los signos de envejecimiento, que generalmente contienen ingredientes como cafeína o retinol; limpiadores de párpados para limpiar y calmar los párpados y las pestañas eliminando residuos, exceso de grasa y bacterias y de esta manera ayudar a aliviar la blefaritis o el síndrome del ojo seco; mascarillas para los ojos, de gel o de láminas que se colocan sobre los ojos cerrados para brindar efectos refrescantes, calmantes e hidratantes, y para ayudar a reducir la hinchazón, aliviar los ojos cansados y mejorar la apariencia de las ojeras.

### Higiene anal
Los productos de higiene anal incluyen papel higiénico, bidé y duchas de bidé. Para los bebés se utilizan toallitas húmedas. Estos se utilizan para mantener la zona anal limpia de restos fecales y bacterias tras la defecación.

## Formas y aditivos
Los productos de cuidado personal pueden presentarse en diferentes formas físicas, como soluciones líquidas, barras y barras sólidas, mezclas semisólidas o a base de emulsión, polvos, aerosoles, aceites, geles, exfoliantes y láminas. Pueden contener colorantes, fragancias, emolientes, tensoactivos, humectantes, espesantes, estabilizadores, conservantes, ajustadores de pH y tampones de pH, siliconas, agentes quelantes, agentes formadores de película, extractos naturales, antioxidantes, desinfectantes y antimicrobianos junto con el producto real.
Además, existen utensilios de cuidado personal como cepillos de dientes, cepillos del pelo y peines, maquinillas de afeitar manuales y eléctricas, afeitadoras, pinzas de depilación, cortaúñas y limas, esponjas, estropajos, exfoliantes, etc. que ayudan a aplicar los productos antes mencionados o tienen funciones propias.

## Uso en hostelería
En numerosos hoteles, es común encontrar una variedad de artículos de tocador disponibles para los huéspedes. Estos elementos suelen ser de uso personal y se ofrecen como parte de los servicios brindados por el establecimiento.
- Pequeña pastilla de jabón
- Gorro de ducha desechable
- Botella pequeña de crema hidratante
- Pequeñas botellas de champú y acondicionador
- Papel higiénico
- Caja de pañuelos faciales
- Toallas de cara
- Paño desechable para lustrar zapatos
- Pasta dental
- Cepillo de dientes
- Colonia

## Empresas
Algunas de las principales empresas en el sector de productos de cuidado personal son:
- Alberto-Culver
- Colgate-Palmolive
- Combe Incorporated
- Dyson
- Edgewell Personal Care
- Essity
- Henkel
- ITC Limited
- Johnson & Johnson
- Kaya Skin Clinic
- Kimberly-Clark
- L'Oreal
- Procter & Gamble
- Purell
- PZ Cussons
- Reckitt Benckiser
- Remington Products
- Revlon
- Shiseido
- Unilever

Otras corporaciones, como las farmacias (por ejemplo, CVS/pharmacy, Walgreens), principalmente venden al por menor  productos de cuidado personal en lugar de fabricar ellos mismos productos de cuidado personal.